# Richard Crawford White

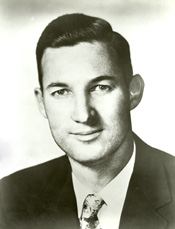
Richard Crawford White

Richard Crawford White (* 29. April 1923 in El Paso, Texas; † 18. Februar 1998 ebenda) war ein US-amerikanischer Politiker. Zwischen 1965 und 1983 vertrat er den Bundesstaat Texas im US-Repräsentantenhaus.

## Werdegang
Richard White besuchte die Dudley Primary School und danach die El Paso High School. Daran schloss sich eine militärische Ausbildung im Citizen’s Military Training Camp in San Antonio an. Zwischen 1940 und 1942 studierte er am Texas Western College. Während des Zweiten Weltkrieges diente White im United States Marine Corps im pazifischen Raum. Nach dem Krieg setzte er seine Ausbildung mit einem Studium an der University of Texas fort. Nach einem anschließenden Jurastudium an derselben Universität und seiner 1949 erfolgten Zulassung als Rechtsanwalt begann er in El Paso in diesem Beruf zu arbeiten. Gleichzeitig schlug als Mitglied der Demokratischen Partei eine politische Laufbahn ein. Zwischen 1955 und 1958 war er Abgeordneter im Repräsentantenhaus von Texas. In den Jahren 1963 bis 1965 fungierte er als Vorsitzender des Kreisrats im El Paso County.
Bei den Kongresswahlen des Jahres 1964 wurde White im 16. Wahlbezirk von Texas in das US-Repräsentantenhaus in Washington, D.C. gewählt, wo er am 3. Januar 1965 die Nachfolge von Ed Foreman antrat. Nach acht Wiederwahlen konnte er bis zum 3. Januar 1983 neun Legislaturperioden im Kongress absolvieren. Dort war er zeitweise Mitglied im Streitkräfteausschuss, im Innenausschuss, im Postausschuss und im Ausschuss für Wissenschaft und Technologie. In seine Zeit als Kongressabgeordneter fielen unter anderem der Vietnamkrieg, die Watergate-Affäre und die Endphase der Bürgerrechtsbewegung.
1982 verzichtete Richard White auf eine weitere Kandidatur. Nach dem Ende seiner Zeit im US-Repräsentantenhaus praktizierte er wieder als Anwalt. Er starb am 18. Februar 1998 in El Paso und wurde auf dem Nationalfriedhof Arlington in Virginia beigesetzt.